# Aeroportul Skövde
Aeroportul Skövde (IATA: KVB, ICAO: ESGR) este un aeroport din Comuna Skövde, Västra Götalands län, Suedia.
aeroportul dispune de 1 pistă.

## Infrastructură

### Piste
Aeroportul dispune de o singură pistă. Pista are orientarea 01/19. 